# 黑罗尔茨巴赫
黑罗尔茨巴赫是德国巴伐利亚州的一个市镇。总面积15.60平方公里，总人口4938人，其中男性2441人，女性2497人（2011年12月31日），人口密度317人/平方公里。